# Квинт Манлий Анхарий Тарквиций Сатурнин
Квинт Ма́нлий Анха́рий Таркви́тий Сатурни́н (лат. Quintus Manlius Ancharius Tarquitius Saturninus; умер после 72 года) — римский политический деятель и сенатор, консул-суффект 62 года.

## Биография
О происхождении Сатурнина нет никаких достоверных сведений. Впрочем, вполне возможно, что его родным отцом был центурион-примипил, а позже — военный трибун времён правления императора Тиберия Марк Тарквиций, сын Тита, Сатурнин, из Троментинской трибы. С июля по август 62 года Сатурнин занимал должность консула-суффекта вместе с Публием Петронием Нигером. В 72/73 году он находился на посту проконсула провинции Африка. Помимо того известно, что Квинт Манлий являлся патроном города Лептис. Более о нём ничего неизвестно.

## Примечание
1. 1 2 3 4  Источник. Дата обращения: 15 ноября 2022. Архивировано 15 ноября 2022 года.